# Condé-sur-Ifs
Condé-sur-Ifs – miejscowość i gmina we Francji, w regionie Normandia, w departamencie Calvados.
Według danych na rok 1990 gminę zamieszkiwało 368 osób, a gęstość zaludnienia wynosiła 32 osoby/km² (wśród 1815 gmin Dolnej Normandii Condé-sur-Ifs plasuje się na 535. miejscu pod względem liczby ludności, natomiast pod względem powierzchni na miejscu 418.).